# 大和町バスターミナル
大和町バスターミナル（たいわちょうバスターミナル）は、宮城県黒川郡大和町吉岡にあるバスターミナルである。

## 概要
主に東北の中枢都市仙台への交通需要を考慮して、路線バスの停留所から離れているところに居住する大和町、大衡村や大郷町など近隣の住民の利便を向上させる目的でパークアンドライド型のバス停として大和町役場庁舎の北側に設置され、2013年（平成25年）4月に供用開始された。乗り合いバスの専用通路及び乗降バースと、普通乗用車100台規模の無料駐車場や、無料駐輪場が併設されているのが特徴で、所用で仙台方面に出向く際に、利用者の負担を軽くするように考慮されており、全天候型のトイレ付待合所やタクシー乗り場も備えている。

## 停車するバス
- 高速バス
  - ミヤコーバス
    - 仙台駅前行

- 路線バス
  - 宮城交通・ミヤコーバス
    - （あけの平・七北田経由）泉中央駅行
    - （あけの平・富谷高校・新富谷ガーデンシティ経由）泉中央駅行
    - 吉岡（道下）行
    - （黒川高校経由）松坂平五丁目行

  - 大和町町民バス[2]
    - 宮床・宮城大学行

  - 大郷町住民バス[3]
    - 物産館行

  - 大衡村万葉バス[4]
  - 富谷市民バス
    - 富谷市役所行[5]

## バス停へのアクセス
- 東北自動車道大和ICから車で約6分。
- 東北自動車道大衡ICから車で約10分。

## 所要時間・料金
- 仙台～大和町バスターミナル 41分、900円（片道）[6]